# ゆ〜わく恋愛 〜実は巨乳でムチムチで〜
『ゆ〜わく恋愛 〜実は巨乳でムチムチで〜』（ゆーわくれんあい じつはきょにゅうでムチムチで）は、日本のアダルトゲームブランド・スワンが2007年2月16日に発売した18禁アドベンチャーゲーム。

## 概要
有限会社アセンドアイのブランド・スワンの第3作。クラス内で目立たない存在であったヒロインが主人公の一言を転機にイメージチェンジを図り、主人公への恋愛感情をエスカレートさせて行く中で執行部会長を巻き込み、三角関係を展開するラブコメ的要素の強い作品。
ヒロイン別の個別エンドを見た後に解禁される「アフターストーリー」では、ヒロイン別の後日談とハーレムエンドが追加される。

## 登場人物
荻野 洋介（おぎの ようすけ）
主人公。両親が仕事の都合で転居を繰り返していた関係でなかなか友達が出来ず、塞ぎ込んでいた。そんな中で同級生の水無月裕子が眼鏡を取ると美人であることに気付き、髪型を変えて眼鏡を取るよう薦めたことで以後の学生生活が一変する。
水無月 裕子（みなづき ゆうこ）
洋介と同じクラスの女子学生。おさげに瓶底眼鏡と地味なファッションで、クラス内で目立たない存在であった。ところが、眼鏡を取ると美人であることに気付いた洋介の一言を機にイメージチェンジを図り、眼鏡を取って髪型をストレートに変えたことで周囲の目が一変する。
桐山 美緒（きりやま みお）
執行部会長。本人に自覚は無いものの、密かに女子の人気を集めている洋介に告白したものの玉砕。しかし、重度の負けず嫌いで権力と財力の限りを尽くして洋介を口説き落とそうと行動をエスカレートさせる。